# Autoritatea Vamală Română
Autoritatea Vamală Română (nume vechi- Autoritatea Națională a Vămilor ANV) este un organ de specialitate al administrației publice centrale din România, cu personalitate juridică, cu buget și patrimoniu proprii, în subordinea Ministerului Finanțelor.

## Președinții ANV
- Dinu Mihail Gheorghe - 2000 - 7 februarie 2003[2][3]
- Neculae Plăiașu - 2 februarie 2005 - ?[4]
- Traian Radu Mărginean - 3 februarie 2009 - 9 februarie 2011[5][6]
- Viorel Comăniță (interimar) - 10 februarie 2011 - 16 mai 2012[7][8][9]
- Dorel Fronea - 24 mai 2012 - 15 iunie 2013[10][11]
- Romeo-Florin Nicolae - 19 iunie 2013 - 1 august 2013 [11][12][13][14]